# 2003 год в литературе

## Премии

### Международные
- Нобелевская премия по литературе — Джон Максвелл Кутзее, «За создание бесчисленного количества обличий удивительных ситуаций с участием посторонних»[1].
- Дублинская литературная премия — Орхан Памук, роман «Меня зовут Красный» (тур. Benim adım Kırmızı).
- Премия Агаты — Каролин Харт, роман «Letter From Home».
- Премия Франца Кафки — Петер Надаш.
- Нейштадтская литературная премия — не вручалась.
- Премия мира немецких книготорговцев — Сьюзен Зонтаг.
- АБС-премия:
  - номинация «Художественная проза» — Михаил Успенский, роман «Белый хрен в конопляном поле»;
  - номинация «Критика и публицистика» — Геннадий Прашкевич, эссе «Малый бедекер по НФ».
- Премия «Хьюго» за лучший роман — Роберт Сойер, Гоминиды (англ. Hominids)[2].
- Премия «Хьюго» за лучшую повесть — Нил Гейман, «Коралина» (англ. Coraline)[2].
- Премия «Хьюго» за лучшую короткую повесть — Майкл Суэнвик, «Медленная жизнь» (англ. Slow Life)[2].
- Премия «Хьюго» за лучший рассказ — Джеффри Лэндис «Падение на Марс» (англ. Falling onto Mars)[2].

### Австрия
- Австрийская государственная премия по европейской литературе — Сейс Нотебоом.
- Премия Фельдкирха:
  - Эльфрида Керер;
  - Норберт Майер;
  - Вальтер Пухер;
  - Мехтильда Подцайт-Лютьен;
  - Ульрика Ульрих.
- Премия Эриха Фрида — Роберт Менассе.

### Великобритания
- Букеровская премия — Ди Би Си Пьер, «Вернон Господи Литтл» (англ. Vernon God Little)[3].
- Женская премия за художественную литературу — Валери Мартин (англ. Valerie Martin), «Собственность» (англ. Property)[4].
- Премия Сомерсета Моэма:

1. Хари Кунзру, «Без лица» (англ. The Impressionis);
2. William Fiennes, «The Snow Geese»;
3. Джон Макгрегор, «Если никто не говорит о замечательных вещах».

### Германия
- Премия Георга Бюхнера — Александр Клуге.
- Бременская литературная премия — Ульрих Пельтцер, «Bryant Park. Erzählung».
- Премия Гёте — не вручалась.

### Израиль
- Государственная премия Израиля:
  - за литературу на иврите: Аарон Мегед, Иехудит Хендель;
  - за переводы на иврит прозы и поэзии — Аарон Амир.
- Иерусалимская премия — Артур Миллер.
- Литературная премия имени Бялика — не присуждалась.

### Испания
- Премия Сервантеса — Гонсало Рохас.
- Премия принцессы Астурийской — Сьюзен Зонтаг, Фатима Мерниси[5].

### Италия
- Премия Гринцане Кавур — Джон Максвелл Кутзее.

### Норвегия
- Премия Ибсена — Ветле Хольтан, «De som lever».
- Премия Браги:
  - почётная премия — Карстен Альнес;
  - номинация беллетристика — Ингер Элизабет Хансен, за сборник стихотворений «Trask»;
  - номинация детская литература — Хельга Гунериус Эриксен и Грю Моурсунн за «Flugepapir»;
  - номинация документальная проза — Кнут Хьельстадли, за трёхтомник «Norsk innvandringshistorie» под его редакцией.

### Словения
- Премия Виленицы — Мирко Ковач.

### Россия
- Независимая литературная премия «Дебют»:
  - номинация «Крупная проза» — Владимир Лорченков за роман «Хора на выбывание».
  - номинация «Малая проза» — Николай Епихин за подборку рассказов.
  - номинация «Поэзия» — Марианна Гейде за цикл стихотворений.
  - номинация «Драматургия» — Ксения Жукова за пьесу «Случайности».
  - номинация «Фантастика» — Александр Силаев за повесть «Армия Гутэнтака».
- Русский Букер — Рубен Давид Гальего, роман «Белое на чёрном».
- Премия имени П. П. Бажова:

1. Владимир Блинов — за сборник прозы «Монастырская роща»;
2. Герман Дробиз — за повесть «Мальчик» в сборнике «Свидетель»;
3. Виктор Канайкин, Анатолий Матвиенко — за энциклопедический народный календарь «Месяцеслов»;
4. Валентин Лукьянин — за цикл литературно-критических работ;
5. Анатолий Новиков — за сборник рассказов и клейм «Буколики» (Екатеринбург)
6. Юрий Седов (Юрий Фоос) — за сборник стихов «На окраине века»;
7. Николай Тимофеев — за преданное служение уральской литературе.

- Премия Андрея Белого:
  - номинация поэзия — Михаил Айзенберг;
  - номинация проза — Маргарита Меклина;
  - номинация гуманитарные исследования — Владимир Топоров;
  - номинация за заслуги перед литературой — Андрей Монастырский.
- Премия Александра Солженицына — поэты Ольга Седакова и Юрий Кублановский — первая «за отважное устремление простым лирическим словом передать таинственность бытия; за тонкость и глубину филологических и религиозно-философских эссе», второй — «за языковое и метафорическое богатство стиха, пронизанного болью русской судьбы; за нравственную точность публицистического слова»[6].
- Премия Ивана Петровича Белкина — Валерий Попов, «Третье дыхание»[7].
- Национальный бестселлер — Александр Гаррос и Алексей Евдокимов, «[Голово]ломка».
- Литературная премия «Чаша круговая» — Александр Чуманов и Майя Никулина[8].

### США
- Премия Эдгара Аллана По:
  - номинация за лучший роман — Си Джей Розан, «Зима и ночь» (англ. Winter and Night)[9];
  - номинация за первый лучший роман американского писателя — Джонатон Кинг, «Синяя грань полуночи» (англ. The Blue Edge of Midnight)[10].
- Пулитцеровская премия за художественную книгу — Джеффри Евгенидис, «Средний пол» (англ. Middlesex)[11].
- Пулитцеровская премия за лучшую драму — Найло Круз, «Анна в тропиках» (англ. Anna in the Tropics)[12].
- Пулитцеровская премия за поэзию — Пол Малдун, «Мой песок и гравий» (англ. Moy Sand and Gravel)[13].
- Всемирная премия фэнтези за лучший роман:

1. Грэм Джойс — «Правда жизни» (англ. The Facts of Life);
2. Патриция Маккиллип — «Ombria in Shadow».

- Всемирная премия фэнтези за лучшую повесть — Зоран Живкович, «The Library».
- Всемирная премия фэнтези за лучший рассказ — Джеффри Форд, «Сотворение человека».

### Франция
- Гонкуровская премия — Жан-Пьер Аммет, «Любовница Брехта» (фр. La Maîtresse de Brecht)[14].
- Премия Фемина — Дай Сыцзе, «Комплекс Ди».
  - премия зарубежному автору — Магда Сабо, «Дверь» (венг. Az ajtó);
  - премия за эссе — Жан Атцфельд, «Сезон мачете» (фр. Une saison de machettes).
- Премия Ренодо — Филипп Клодель, «Серые души» (фр. Les Âmes grises).
- Премия Медичи:
  - номинация за роман — Юбер Мингарелли, «Четыре солдата» (фр. Quatre soldats);
  - номинация за лучшее зарубежное произведение — Энрике Вила-Матас, «El mal de Montano».
  - номинация за эссеистику — Мишель Шнейдер, «Воображаемые смерти» (фр. Morts imaginaires).

### Швеция
- Премия памяти Астрид Линдгрен — Морис Сендак[15].
- Литературная премия Шведской академии — Ларс Нурен[16].

### Япония
- Литературная премия имени Номы — Хироко Такэниси — «Обмен подарками» (贈答のうた).
- Премия имени Рюноскэ Акутагавы:
  - 2003а: Манъити Ёсимура — «Волосатик» (ハリガネムシ);
  - 2003б: Хитоми Канэхара — «Змеиные серёжки» (蛇にピアス) и Риса Ватая — «Зад, который хочется пнуть» (蹴りたい背中).
- Премия имени Дзюна Таками — Садакадзу Фудзии.

## Книги
- «ДПП (NN) (Диалектика Переходного Периода из Ниоткуда в Никуда)» — книга Виктора Пелевина.
- «Артемис Фаул. Код вечности» — Оуэн Колфер, книга из серии «Артемис Фаул».
- «Невесты Аллаха» — Юлия Юзик, сборник биографий чеченских террористок-смертниц.
- «Несколько торопливых слов любви» — сборник повестей и рассказов Дины Рубиной.
- «Стань диким!» (англ. Into the Wild) — Кейт Кэри и Виктория Холмс (псевд. Эрин Хантер).
- «Lider fun di getos un lagern» («Песни гетто и лагерей») — Шмерке Качергинский.

### Романы
- «Академик Вокс» (англ. Vox) — Пол Стюарт, серия «Воздушные пираты».
- «Алмазная колесница» — роман Бориса Акунина из серии «Приключения Эраста Фандорина».
- «Бабский мотив» (пол. Babski motyw ) — роман Иоанны Хмелевской.
- «Бессильные мира сего» — роман Бориса Стругацкого, изданный под псевдонимом С. Витицкий.
- «Ведьма-хранительница» — роман Ольги Громыко.
- «Внеклассное чтение» — роман Бориса Акунина.
- «Восток» — роман американской писательницы Эдит Патту.
- «Жена путешественника во времени» (англ. The Time Traveler's Wife) — роман Одри Ниффенеггер.
- «Закон трёх отрицаний» — роман Александры Марининой.
- «Искренне ваш Шурик» — роман Людмилы Улицкой.
- «Каждый за себя» — роман Александры Марининой.
- «Код да Винчи» (англ. The Da Vinci Code) — Дэн Браун.
- «Куколка Последней Надежды» — роман Вадима Панова, из цикла «Тайный Город».
- «Маскавская Мекка» — роман Андрея Волоса.
- «Меч Мартина» (англ. Loamhedge) — фантастический роман Брайана Джейкса.
- «Наковальня мира» (англ. The Anvil of the World) — роман Кейдж Бейкер.
- «Наложницы Ненависти» — роман Вадима Панова, из цикла «Тайный Город».
- «Новые приключения Пафнутия» (пол. Las Pafnucego ) — роман Иоанны Хмелевской.
- «Одиннадцать минут» (порт. Onze Minutos) — роман бразильского писателя Пауло Коэльо.
- «По ту сторону рассвета» — дилогия Ольги Брилёвой.
- «Прикосновение» — роман Колин Маккалоу.
- «Промзона» — роман Юлии Латыниной из цикла «Охота на изюбря».
- «Профессия: ведьма» — роман Ольги Громыко.
- «Распознавание образов» (англ. Pattern Recognition) — роман Уильяма Гибсона.
- «Роковые марки» (пол. Bułgarski bloczek ) — роман Иоанны Хмелевской.
- «Сердце Пармы» — роман Алексея Иванова.
- «Скандальный дневник» (англ. Notes on a Scandal) — роман Зои Хеллер.
- «Тёмная Башня I: Стрелок» (англ. The Dark Tower: The Gunslinger) — роман Стивена Кинга.
- «Тёмная Башня V: Волки Кальи» (англ. The Dark Tower V: Wolves of the Calla) — роман Стивена Кинга.
- «Фламандский секрет» (исп. El secreto de los flamencos) — роман Федерико Андахази.
- «Шантарам» (англ. Shantaram, маратхи शांताराम, «мирный человек») — роман австралийского писателя Грегори Дэвида Робертса.
- «Эмма Браун» (англ. Emma Brown) — незаконченный роман английской романистки Шарлотты Бронте, продолженный писательницей Клэр Бойлан.
- «Эрагон» (англ. Eragon) — Кристофер Паолини, цикл романов Наследие (серия романов).
- «Halo: First Strike» (рус. Первый удар) — Эрик Ниланд.

### Повести
- «Дочь Ивана, мать Ивана» — повесть Валентина Распутина.

### Малая проза
- «Акико» — рассказ Виктора Пелевина.
- «Король кланяется и убивает» (нем. Der König verneigt sich und tötet) — новелла Герты Мюллер.

### Сказки
- «Английские розы» (англ. The English Roses) — Мадонна, сказка для детей.
- «Яблоки мистера Пибоди» (англ. Mr. Peabody’s Apples) — Мадонна, сказка для детей.

## Умершие
См. также: Категория:Умершие в 2003 году
- 25 января — Джозеф Александр Уолкер, афроамериканский драматург и сценарист, театральный режиссёр, актёр и профессор, лауреат премии «Тони»[17][18].
- 20 февраля — Морис Бланшо, французский писатель, мыслитель-эссеист.
- 22 апреля — Балвант Гарги, пенджабский писатель, драматург.
- 25 апреля — Теодор «Тед» Джоанс, американский трубач, джазовый поэт и художник.
- 26 апреля — Питер Стоун (англ. Peter Stone), американский драматург.
- 26 мая — Кэтлин Уинсор (англ. Kathleen Winsor), американская писательница.
- 6 июня — Кен Гримвуд (англ. Ken Grimwood), американский писатель.
- 21 июня — Леон Юрис, американский писатель еврейского происхождения.
- 10 июля — Уинстон Грэхэм (англ. Winston Graham), английский писатель.
- 11 июля — Бгишам Сахни, индийский писатель и драматург.
- 14 июля — Роберто Боланьо, чилийский поэт и прозаик.
- 14 июля — Ева Яниковски, знаменитая венгерская писательница.
- 5 сентября — Кир Булычёв, один из известнейших советских писателей-фантастов, сценарист, учёный-востоковед.
- 25 сентября — Джордж Плимптон (англ. George Plimpton), американский журналист, писатель, редактор и актёр.
- 25 сентября — Эдвард Вади Саид, американский литературовед, историк литературы, литературный и музыкальный критик, пианист арабского происхождения.
- 19 октября — Георгий Владимов, русский писатель.
- 26 октября — Леонид Филатов, советский и российский актёр, режиссёр, поэт, публицист, Народный артист России.
- 29 октября — Хол Клемент, американский писатель-фантаст.
- 3 ноября — Расул Гамзатов, знаменитый аварский поэт, писатель, публицист, политический деятель.
- 24 ноября — Хью Кеннер, канадский литературовед.
- 26 ноября — Стефан Вул (фр. Stefan Wul), французский писатель-фантаст.
- 29 декабря — Владимир Осипович Богомолов, советский писатель.